# IP-telefoni

En översikt över hur IP-telefoni fungerar

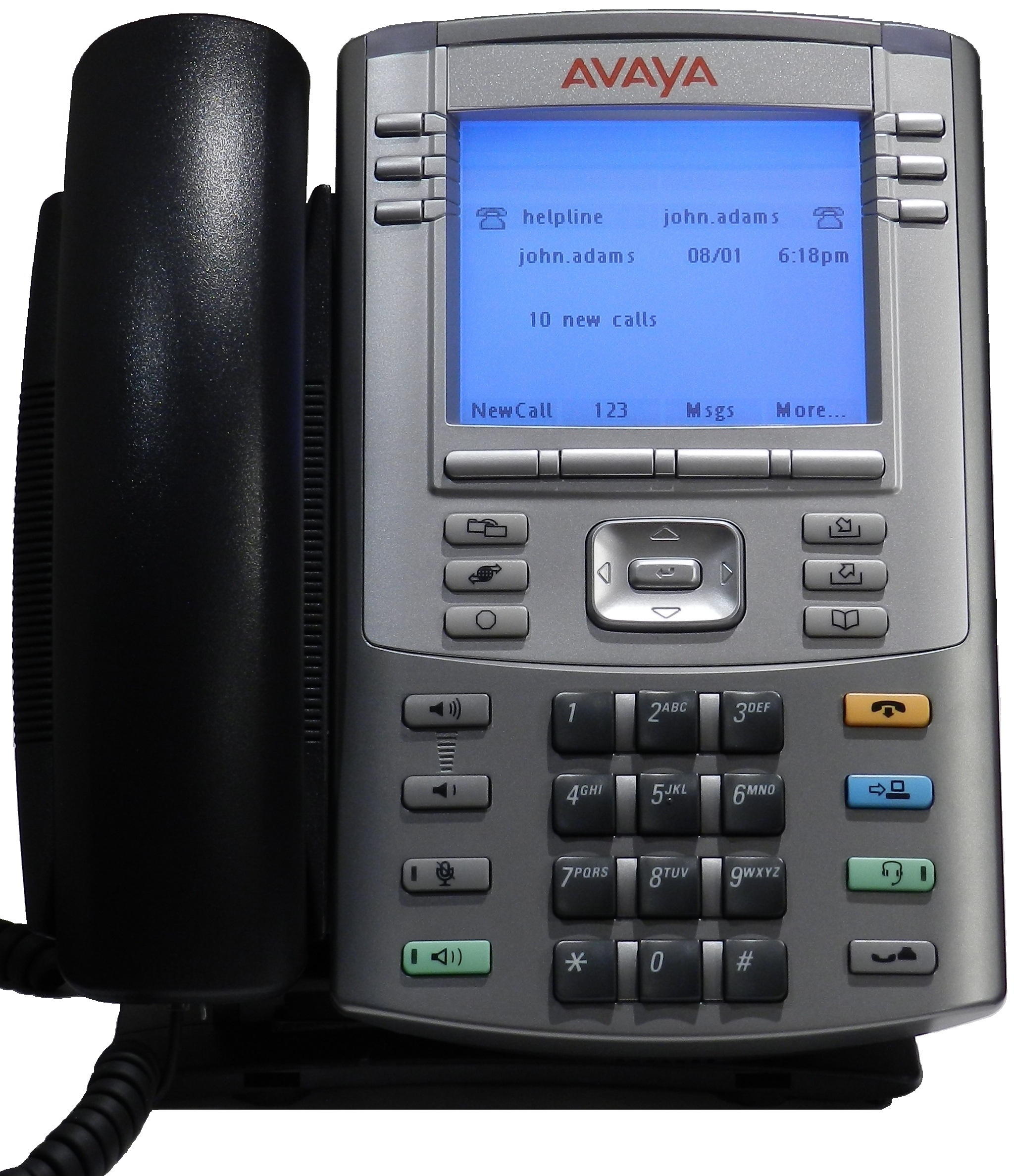
VoIP Phone

IP-telefoni är överföring av röstsamtal och dylikt via datornätverk baserade på internetprotokollet (IP). Till skillnad från traditionell (kretskopplad) telefoni sker överföringen uppdelad i datapaket. IP-telefoni kallas ibland webbtelefoni eller bredbandstelefoni.

## Protokoll
Internet hanterar datapaket som hänför sig till ett IP-samtal precis som vilka som helst andra datapaket. Samtalen kan också kodas enligt någon av standardmetoderna att binärkoda ljud. Att koda och överföra data förutsätter alltså inget speciellt, om man har en mikrofon och en högtalare på en dator eller annan apparat kopplad till Internet.
Det krävs viss ytterligare infrastruktur för att skapa en samtalsförbindelse mellan två personer, framförallt måste man veta vilken dator man skall kontakta för att nå en viss person eller ett visst telefonnummer. Vem som helst kan ge ut denna information åt vänner eller till allmänheten, varefter andra kan ringa upp personen via Internet, om man har programvara som följer samma standarder.
Om man har en dator som byter adress och namn utan att man själv kan kontrollera det, vilket gäller för de flesta konsumentabonnemang, och man inte har en fungerande domännamnserver (vilket få vanliga konsumenter har), och i synnerhet om man är kopplad till Internet via en brandvägg eller NAT som spärrar kontaktförsök utifrån, behöver man en server som tillhandahåller en oföränderlig adress (ofta i en form som påminner om en e-postadress, eventuellt med ett nummer som användarnamn) och som man kopplar upp sig till för att höra om inkommande samtal.
För det mesta vill man också kunna ringa upp godtyckliga telefonnummer, och för det behövs en operatör som kan koppla samtal till det vanliga telefonnätet.
Det finns olika protokoll för telefoni över Internet, en del är öppna standarder (se Session Initiation Protocol, SIP, och H.323), andra är olika företags egna, med större eller mindre stöd av andra.
Också apparater utan något stöd för internetprotokollet marknadsförs som IP-telefoner, då de kan anslutas till en dator som med programvara kan fås att förstå IP-telefoni. Dessa telefoner erbjuder alltså mikrofon och hörlur för datorn, men är inte telefoner annat än till sitt utseende. Se Softphone nedan.
Ett specialfall är telefoner gjorda för att kommunicera med en viss telefonväxel via ethernet, varvid internetprotokoll används för dataöverföringen lokalt, men telefonin sköts via växeln.

## IP-telefoni kontra normal telefoni
De fundamentala skillnaderna mellan IP-telefoni och traditionell telefoni är två: i traditionell telefoni används utrustning särskilt avsedd för detta, medan IP-telefonin utnyttjar Internet, eventuellt också datorer istället för telefoner, och i traditionell telefoni reserveras viss kapacitet för ett samtal (i trådtelefoni 56+8 kb/s) medan IP-telefonin använder den kapacitet som råkar finnas tillgänglig.
Ett IP-samtal kan kopplas mellan två eller fler persondatorer ("softphone"). Istället för persondator kan man använda annan datorutrustning, så som smarttelefoner (typiskt så att man använder en WLAN-hotspot istället för mobiltelefoninätet). Det är också möjligt att använda speciella IP-telefoner eller en vanlig telefon som ansluts till IP-nätet via en adapter av något slag (vanligen lokalt) eller via telefoncentralen. Datatrafiken som samtalet genererar är måttlig och IP-telefoni är alltså mer eller mindre gratis, förutsatt att de som samtalar redan är direkt kopplade till Internet.
Ett flertal företag erbjuder möjlighet att ringa upp också vanliga telefoner (eller vice versa). Om företaget har lämplig utrustning i närheten av den uppringda kommer det att vara frågan om ett lokalsamtal vad telefonnätet beträffar, vilket betyder att samtalspriserna kan vara mycket moderata.
Nackdelen med IP-telefoni gäller dels pålitlighet, dels samtalskvalitet. Internet fungerar enligt principen "best effort"; det finns inga garantier för att förbindelserna på Internet fungerar. Också vad gäller lokala internetförbindelser är nätproblem avsevärt vanligare än vad som är fallet för det publika telenätet, som betraktas som kritisk infrastruktur. Ett tilläggsproblem är att IP-adresser inte är geografiskt definierade: det finns inget sätt att säkert veta till vilken nödcentral ett nödsamtal borde kopplas.
Problemen med samtalskvalitet beror på att Internet inte reserverar en kommunikationskanal utan överför kommunikationen bit för bit. Dessa bitar (”datapaket”) kan bli försenade eller komma bort helt och hållet. För att också försenade paket skall hinna fram kan telefonen inte återge ljudet genast. Det blir en avvägning mellan att tappa många paket, med eventuellt dålig ljudkvalitet, och att försena pratet så mycket att det blir störande.
Under 1990-talet ökade mängden telefonsamtal som använde IP. Under 2000-talet har också kommersiella lösningar riktade till vanliga konsumenter med fast Internet-anslutning blivit vanliga. Också de gamla telefonbolagen har gått in på denna marknad. Utvecklingen av systemet pågår för fullt, bland annat ifråga om ljudkvalité, latens, komprimeringsalgoritmer och tjänstekvalité.
Internet-tekniken erbjuder möjlighet att prioritera trafik på olika sätt. Denna så kallade Quality of Service (QoS) minskar problematiken med latens, men är inte i användning i hela Internet.

## Säkerhet
Utom de ovannämnda problemen gällande pålitlighet och kopplande av nödsamtal finns det problem som gäller datasäkerhet.
Den rutt datapaket tar på Internet beror på många svårförutsägbara faktorer. Det är sålunda möjligt att telefonsamtal förmedlas via ett land med mindre stränga regler vad gäller avlyssning. Samtal mellan européer kan förmedlas via USA och samtal mellan finländare via Sverige. I den mån samtalen är okrypterade eller endast rudimentärt krypterade och behandlar exempelvis affärshemligheter är detta bekymmersamt. I motsats till vad som gäller med analoga telefoner hindrar dock inget att samtalen krypteras.
Också krypterade samtal kan i många fall avlyssnas. Skype har anklagats för bristande säkerhet, bland annat i form av bakdörrar. Ett mer generellt problem är att kodekar som optimerar den överförda datamängden enligt det data som skall överföras (och därmed t.ex. kan spara kapacitet vid tystnad) läcker kunskap om samtalet, i det typiska fallet så långt att enskilda fraser kan kännas igen i den krypterade dataströmmen.
Beroende på vilka protokoll som används kan också aktiva attacker vara möjliga.
Användandet av IP-telefoni kan särskilt ifrågasättas gällande överföring av trygghetslarm, där pålitlighet är centralt.

## Internettelefoner
Observera att det som säljs som en IP-telefon inte behöver följa definitionerna nedan. Vissa telefoner säljs som IP-telefoner trots att de endast erbjuder en lur att koppla till datorn (och program för denna, se Softphone nedan). Skype-telefoner går att använda som IP-telefoner, men är bundna till detta enskilda företag.
IP-telefoni kan kräva ändringar i eventuell brandvägg.

### IP-telefon med sladd
En IP-telefon ser ut som en vanlig telefon men ansluts till en Ethernet-port istället för ett telefonjack. Via denna port är telefonen ansluten till Internet och kan ringa upp en dator som styr IP-telefoni eller direkt en annan IP-telefon (förutsatt att telefonen i sig stöder de relevanta protokollen). Det finns numera ett stort utbud av IP-telefoner.

### IP-telefon med sladdlös lur
På samma sätt som det finns analoga telefoner med och utan sladd finns det även sladdlösa IP-telefoner. En sådan telefon har en basstation kopplad till Internet. Det finns ett fåtal telefoner av detta slag på marknaden.

### IP-telefon med trådlös anslutning
Hela telefonen kan vara sladdlös, med anslutning till Internet via trådlöst lokalt nätverk (vanligen 802.11a/b/g-nätverk). Vissa modeller har dessutom möjlighet till GSM-anslutning. En smarttelefon med lämplig programvara kan fungera på detta sätt.

### Softphone
"Softphone" är programvara som tillåter att en dator med mikrofon och hörlurar (eller motsvarande) används som telefon. Det finns programvara som kommunicerar med allmänna protokoll för IP-telefoni och sådana som har sina egna. Ofta använder programmet tillverkarens servrar för samtal till vanliga telefoner eller vanliga IP-telefoner, ibland för alla samtal.
Programvaran erbjuder ofta möjlighet till videosamtal, filöverföring och andra för datoranvändare naturliga utvidgningar.
Ofta säljs sådan programvara tillsammans med en lur under beteckningen "IP-telefon". Jämför Analog telefonadapter nedan.

## Telefonadaptrar

### Analog telefonadapter (ATA)
En analog telefonadapter låter abonnenten använda en traditionell analog telefon som IP-telefon. Också annan analog kommunikationsutrustning, så som fax eller trådlös telefon, kan kopplas via adaptern. Fördelen framom en normal "softphone" (se ovan) är att en normal ergonomisk telefon kan användas.
Den vanligaste typen av adapter kopplar samman ett telefonjack med ett Ethernet-jack och innehåller behövlig programvara, varvid telefonen fungerar som en IP-telefon.
En annan typ av adapter används för att koppla ett telefonjack till en dators USB-anslutning. För att telefonen skall kunna användas krävs att speciell programvara körs på datorn, som måste vara på då telefonen skall användas.
En tredje typ av adapter förbinder ett telefonjack med en FXO-port ("Foreign Exchange Office") med inbyggt modem som används för att ringa upp en internetleverantör. FXO-porten kan vara ett normalt modem anslutet till datorn, kompletterat med lämplig strömkälla.

### Digital telefonadapter
Också digitala telefoner kan kopplas till Internet via en adapter. Ofta är de digitala telefonerna gjorda för att kopplas till en viss typ av telefonväxel och adaptern bör då vara konstruerad för det specifika protokollet. Inget hindrar att själva växeln modifieras så att den kan styra samtalen vidare över Internet eller att motsvarande görs i den telefoncentral dit växeln är kopplad.

## IP-telefoni från normalabonnemang
En del teleoperatörer erbjuder möjlighet till IP-telefoni via ett normalt telefonabonnemang. Då använder man sin analoga telefon som förut, men samtalet kopplas från centralen vidare över Internet istället för över telefonnätet. Genom att internetförbindelserna är billiga kan lägre samtalsavgifter erbjudas, normalt dock mycket högre än motsvarande avgifter vid normal IP-telefoni.
Istället för att anlita sin teleoperatör kan man ringa upp vilken som helst internetansluten dator med modem och programvara för IP-telefoni. Fördelen är främst att man så kan undvika dyra avgifter för utrikessamtal.
Om man har programvara för IP-telefoni på sin dator kan man också använda en normal modemförbindelse för att koppla datorn till Internet.

## Växellösningar
På senare år har det utvecklats växeltjänster för IP-baserad telefoni. I stort sett alla tillverkare av telefonväxlar har renodlade IP-växlar i sitt sortiment. 3CX, Alcatel-Lucent, Avaya, QTel, Cisco, LG-Ericsson, Aastra, Mitel, Samsung, Siemens och många fler har satsat på IP-telefoni.
Skillnaden från vanlig växeltelefoni är att endast ett LAN behövs då man kopplar både datorer och telefoner på samma eller liknande nät.
Det finns en mängd växellösningar som baserar sig på öppen källkod. Asterisk, OpenPBX, FreePBX för att nämna några. Dessa mjukvaror kan installeras på t.ex. en ordinär Linux installation. De kräver mycket god kunskap i systemadministration och ibland är även konfigurationen omfattande och svår. I gengäld, eftersom de körs på en vanlig dator, så är det förhållandevis enkelt att integrera växellösningen i ett företags ordinarie Unix-miljö. Man kan t.ex. enkelt sända röstbrevlådor via e-post, integrera telefonkatalogen med webbsidor och göra redundanta växellösningar.
- OpenPBX
- Asterisk
- FreePBX
- YATE
- QTel

## Urval av klienter för IP-telefoni
Huvudartikel: Lista över programvara för IP-telefoni
- Dotphone
- Discord
- Ekiga (tidigare GnomeMeeting)
- Gizmo5
- Linphone
- Mumble
- NetMeeting (MS, ersatt av "Mötesrum")
- One4000
- OpenWengo
- Skype
- QTel
- Phonette Softphone
- VoipBuster
- Ventrilo
- Teamspeak
- Voipstunt

## Exempel på VoWifi-telefoner
- Cisco 7920, 7925 och 7921
- Ascom i75